# A. Arnim White

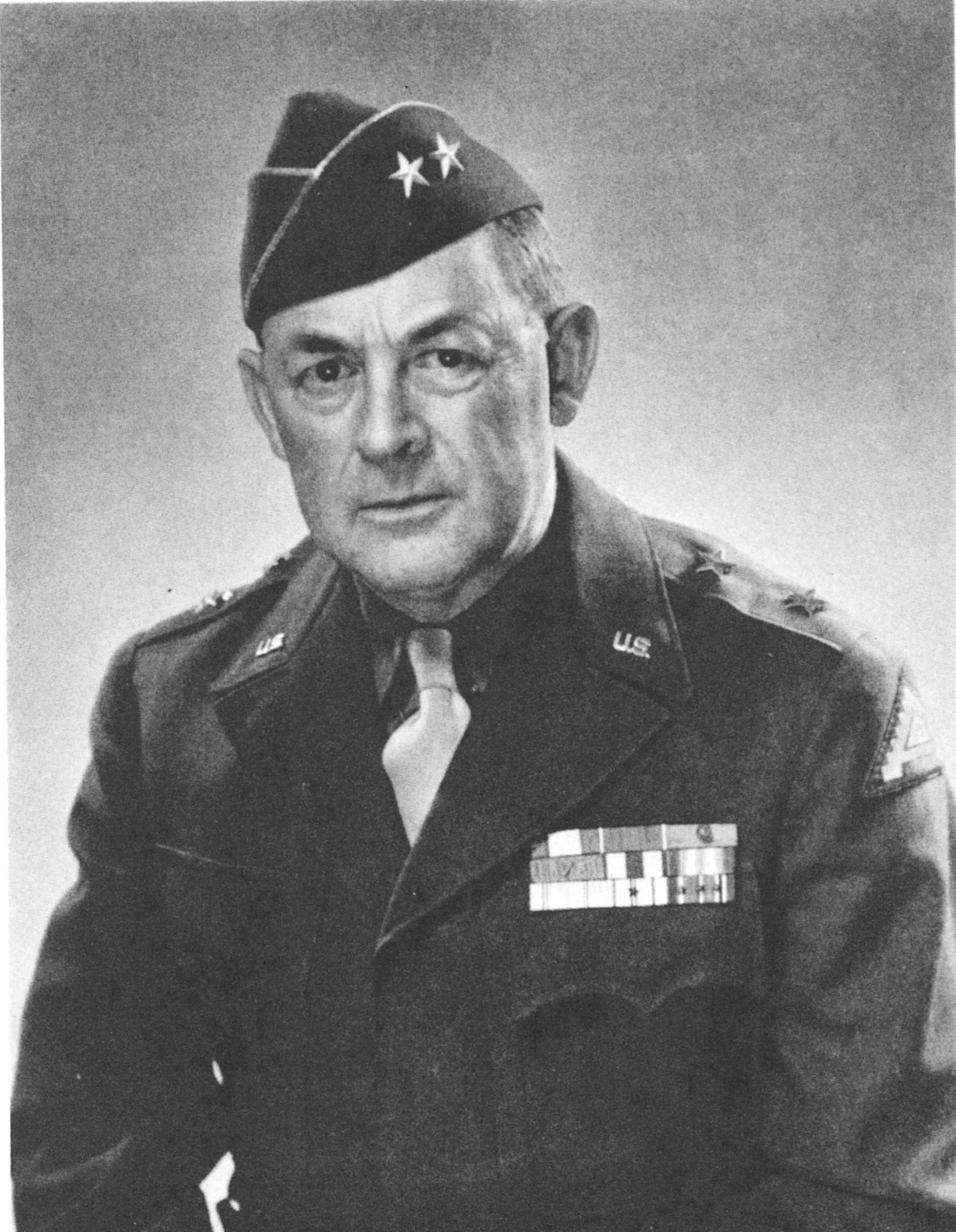
Arthur Arnim White (1945)

Arthur Arnim White (* 21. Oktober 1889 in Coatsburg, Adams County, Illinois; † 21. Oktober 1981 in Fayetteville, Cumberland County, North Carolina) war ein Generalmajor der United States Army. Er war unter anderem Kommandeur der 9. Infanteriedivision.
Arthur White war ein Sohn von James White und dessen Frau Lillie Poling. Er besuchte die öffentlichen Schulen seiner Heimat und die High School in Springfield. Er arbeitete für kurze Zeit als lokaler Zeitungsreporter und diente in den Jahren 1907 bis 1910 als einfacher Soldat in einer Kavallerieeinheit der Nationalgarde von Illinois.
In den Jahren 1911 bis 1915 durchlief er die United States Military Academy in West Point. Nach seiner Graduation wurde er als Leutnant der Kavallerie zugeteilt. White gehörte damit zu dem Abschlussjahrgang 1915 der Militärakademie der unter dem Namen The class the stars fell on in die Geschichte dieser Kaderschmiede einging. Von 164 Absolventen dieses Jahrgangs erreichten 59 (36 %) in ihrer späteren Laufbahn die Generalsränge. Darunter war der spätere Präsident Dwight D. Eisenhower und Omar N. Bradley, der es wie Eisenhower, auch zum Fünf-Sterne-General brachte. In der Armee durchlief White anschließend alle Offiziersränge vom Leutnant bis zum Zwei-Sterne-General.
Im Lauf seiner militärischen Karriere absolvierte Arthur White verschiedene Kurse und Schulungen. Dazu gehörten unter anderem der Field Artillery School battery commanders course, der Advanced Course der Field Artillery School, und das Command and General Staff College.
Nach seinem Abschluss an der Militärakademie wurde White an die mexikanische Grenze versetzt, wo er an der Mexikanischen Expedition teilnahm. Damals wechselte er von der Kavallerie zur Feldartillerie. Am Ersten Weltkrieg hat er nicht aktiv teilgenommen. Er war nach Kriegsende kurze Zeit in Europa stationiert.
In den nächsten Jahren absolvierte er den für Offiziere in den entsprechenden Rangstufen üblichen Dienst in verschiedenen Einheiten und Standorten. Dazu gehörten auch Aufgaben als Stabsoffizier in verschiedenen Hauptquartieren. Er versah auch Aufgaben als Dozent an verschiedenen Militärschulen. In den Jahren 1928 bis 1934 lehrte er an der Harvard University Militärwissenschaft und Taktik. Danach gehörte er bis 1938 der Fakultät der Field Artillery School an. Zwischen Juli 1938 und Juni 1939 war er Stabsoffizier im 1. Feldartillerieregiment. Anschließend gehörte er bis November 1940 dem Stab des United States Army War College an.
Zwischen November 1940 und Dezember 1942 war Arthur White Leiter der Stabsabteilung G3 (Operationen) beim VIII Korps in Fort Sam Houston in Texas. In diese Zeit fiel der amerikanische Eintritt in den Zweiten Weltkrieg. Anschließend wurde er zum XIV. Korps versetzt, dessen Stabsabteilung G4 (Logistik und Nachschub) von ihm geleitet wurde. Das Korps war auf dem südpazifischen Kriegsschauplatz eingesetzt. Dabei war er an der Schlacht um Guadalcanal beteiligt. Im April 1943 kehrte er in die Vereinigten Staaten zurück, wo er dem Stab des IV. Korps zugeteilt wurde, das damals in Fort Lewis im Bundesstaat Washington stationiert war. Dort wurde die Einheit auf einen Militäreinsatz vorbereitet. Im März 1944 wurde das Korps auf den nordafrikanischen Kriegsschauplatz verlegt. Zu diesem Zeitpunkt wurde White zum Stabschef der 7. Armee ernannt. In der Folge nahm White mit der 7. Armee am Vormarsch von Südfrankreich aus zu den Vogesen nach Deutschland teil.
Nach Kriegsende kommandierte White ab Juni 1945 die 75. Infanteriedivision. Diese Division war auch am Vormarsch in Deutschland beteiligt und sollte damals auf einen möglichen Einsatz für die amerikanische Landung in Japan vorbereitet werden zu der es dann aber nicht mehr kam. Zwischen Oktober 1945 und Februar 1946 kommandierte er die 71. Infanteriedivision, die zu den Besatzungstruppen in Deutschland gehörte.
Nach einer zwischenzeitlichen anderen Verwendung erhielt Arthur White das Kommando über die Artillerie des V. Korps, das er zwischen Juli 1946 bis Februar 1948 innehatte. Im April 1948 übernahm er den Oberbefehl über die 9. Infanteriedivision in Fort Dix in New Jersey. Dieses Amt bekleidete er bis Ende September 1949. Gleichzeitig kommandierte er den Militärstützpunkt Fort Dix. Anschließend ging er in den Ruhestand.
White verbrachte seinen Lebensabend zunächst bis zum Jahr 1971 in Asheville in North Carolina und dann in Fayetteville, ebenfalls in diesem Bundesstaat. Dort verstarb er am 21. Oktober 1981, seinem 92. Geburtstag, in Folge eines Schlaganfalls in einem Veteranenkrankenhaus. Er wurde auf dem amerikanischen Nationalfriedhof Arlington beigesetzt.

## Orden und Auszeichnungen
Arthur White erhielt im Lauf seiner militärischen Laufbahn unter anderem folgende Auszeichnungen:
- Army Distinguished Service Medal
- Legion of Merit
- Orden der Ehrenlegion (Frankreich)
- Kriegskreuz (Frankreich)